# Alexander Lesley
Alexander Lesley est un jésuite et érudit écossais, né dans le comté d’Aberdeen en 1693, et mort à Rome le 27 mars 1758.

## Biographie
Alexander Lesley naquit dans le comté d’Aberdeen en 1693. Apres avoir fait ses humanités à Douai, il acheva ses études à Rome, fut admis au noviciat en 1713, et enseigna les belles-lettres à Sora et à Ancône. Ayant ensuite fait sa théologie au Collège romain, où il donnait des leçons de langue grecque, il fut destiné à professer la philosophie au collège Illyrique de Lorette ; mais il n’y resta que l’année 1728, ayant été appelé en Écosse pour faire des missions. En 1734, il retourna en Italie, et enseigna dans les collèges d’Ancône et de Tivoli. Il repassa la mer en 1738, d’après les instances de lord Petre, qui voulait avoir auprès de lui un homme instruit sur l’antiquité. Lesley revint en 1744 à Rome, y fut nommé préfet des études au Collège pontifical écossais, et en remplit les fonctions jusqu’en 1746. Il professa pendant deux ans la théologie morale au Collège anglais de Rome, et fut associé en 1749 au savant jésuite Emanuel de Azevedo, pour la traduction du Trésor liturgique, dont il avait imprimé un magnifique prospectus. Il fixa sa demeure au collège Romain, où il mourut le 27 mars 1758, après avoir publié, comme essai de ce travail, le Missale mixtum secundum regulam beati Isidori, dictum mozarabes ; præfactione, notis, et appendice ornatum, Rome, 1755, 2 parties en 1 volume in-4°. C’est une réimpression du Missel mozarabique, imprimé à Tolède en 1500, par les ordres du cardinal Cisneros. On y a conservé la dédicace à ce célèbre cardinal comme pièce historique. La préface du nouvel éditeur est fort importante pour quiconque veut remonter à l’origine du rite mozarabique et en connaître les variations. Les notes qui sont à la fin indiquent dans Lesley un homme instruit et d’un goût épuré ; elles comprennent depuis la page 475 jusqu’à la page 620. On les regarde comme des modèles en ce genre. Lesley se proposait de faire le même travail sur le Bréviaire mozarabique, et de le donner au public. Il avait aussi commencé un ouvrage qui devait avoir pour titre : De legionibus, dans lequel, par le moyen des inscriptions, il aurait distingué tous les grades de la milice romaine ; et un autre, De præstantia veterum lapidum, à l’imitation de celui de Spanheim, De præstantia numismatum. On a trouvé dans ses papiers une espèce de Voyage litteraire, et deux recueils d’inscriptions, Lapides tiburtini et Lapides britannici. Il entretint un commerce épistolaire avec ses confrères Contuccio Contucci et Antoine-Marie Lupi (Voy., sur Alexander Lesley et son ouvrage, les Annali litterari d’Italia, t. 3, 2e partie, p. 494).